# Usina Hidrelétrica de Lijiaxia
36° 07′ 06″ N, 101° 48′ 28″ L
A Usina Hidrelétrica de Lijiaxia (李家峡水库) é uma usina hidrelétrica com uma barragem de arco no Rio Amarelo. Localizada no Condado Jainca, na Província de Qinghai, República Popular da China. Na barragem está instalada a estação de energia com 5 geradores de 400 MW de capacidade, com uma capacidade total instalada de 2 000 MW. A construção começou em abril de 1988 e o reservatório começou a se encher em 26 de dezembro de 1997, em janeiro do mesmo ano o reservatório atingiu nível necessário para a operação do primeiro gerador de energia.